# Халогена сијалица
Халогена сијалица је тип инкандесцентне сијалице којој је додата мала количина халогених елемената као што су јод или бром. Комбинација халогених пара и волфрамове жице изазива хемијску реакцију која се назива халогени циклус која враћа волфрамове паре назад на жицу, што продужава животни век сијалице и одржава чистоћу балона. Због ова халогене сијалице могу да раде на вишим температурама од стандардних вакуумских сијалица или сијалица пуњених гасом исте снаге и века трајања, и дају светлост веће светлосне ефикасности и температуре боје. Мала величина халогених сијалица омогућава њихову употребу у компактним оптичким системима за пројекторе или расвету.

## Употреба
- Халогене сијалице се користе у рефлекторима за осветљење дворишта на пример, у аутомобилима и узгоју пилића итд.

## Величина и врсте
Постоје халогене сијалице са навојем Е27 као обичне а постоје и оне са навојем GU10. Сијалице које се стављају у рефлекторе НЕ СМЕЈУ да се дирају без рукавица јер при првом укључењу би изгорела.

## Предности и мане
Мане су да када се халогена сијалица ставлја у грло морају да се носе рукавице или да се обришу крпицом пре укључења. Одају пуно топлоте што може представљати проблем бакелитним грлима. Предности су дуг радни век око 2500 сати. То је можда мало али у поређењу са класичном то је супер радни век. Приступачност и економичност су предности. Могу се користити за грејање живине јер дају пуно топлоте.